# Direction générale des réseaux de communication, du contenu et des technologies
La direction générale des réseaux de communication, du contenu et des technologies ou DG CONNECT est le département de la Commission européenne chargé de la politique de l'Union européenne concernant le marché unique numérique, la sécurité des réseaux, la science et l'innovation numérique.
La DG CONNECT dépend du commissaire européen à la Société numérique, Henna Virkkunen.